# Andropogon incomptus
Andropogon incomptus är en gräsart som beskrevs av Clayton. Andropogon incomptus ingår i släktet Andropogon och familjen gräs.
Artens utbredningsområde är Guinea. Inga underarter finns listade i Catalogue of Life.